# マリナ・シルバ
マリナ・シルバ（ポルトガル語: Marina Silva、本名：マリア・オスマリナ・マリナ・シルバ・ヴァズ・デ・リマ Maria Osmarina Marina Silva Vaz de Lima、出生名；マリア・オスマリナ・ダ・シルバ 1958年2月8日 - ）は、ブラジルの環境保護活動推進者で政治家。2023年1月1日時点でブラジルの環境・気候変動担当大臣に就任した。経済的に厳しい幼少期を経て26歳で大学を卒業、政治に関心を寄せて労働者党（PT）に加盟し、アマゾンの環境保護を推進したシコ・メンデスの賛同者として労働運動を支持した。
政治家としての道のりは、地元アクレ州リオ・ブランコ市会議員に当選した1988年から始まり、上院議員歴は1995年から2011年にわたり、2009年までPT 党員。環境大臣に就任（2003年-2009年）、ブラジル大統領選挙は2010年（3位・得票率19.33%）、2014年、2018年に出馬している。
開発に反対する原理主義者ではなく、持続可能な開発を目指すことが信条で、欧米からは「南米の環境保護の旗手」と高い評価を受けている。

## 生い立ち

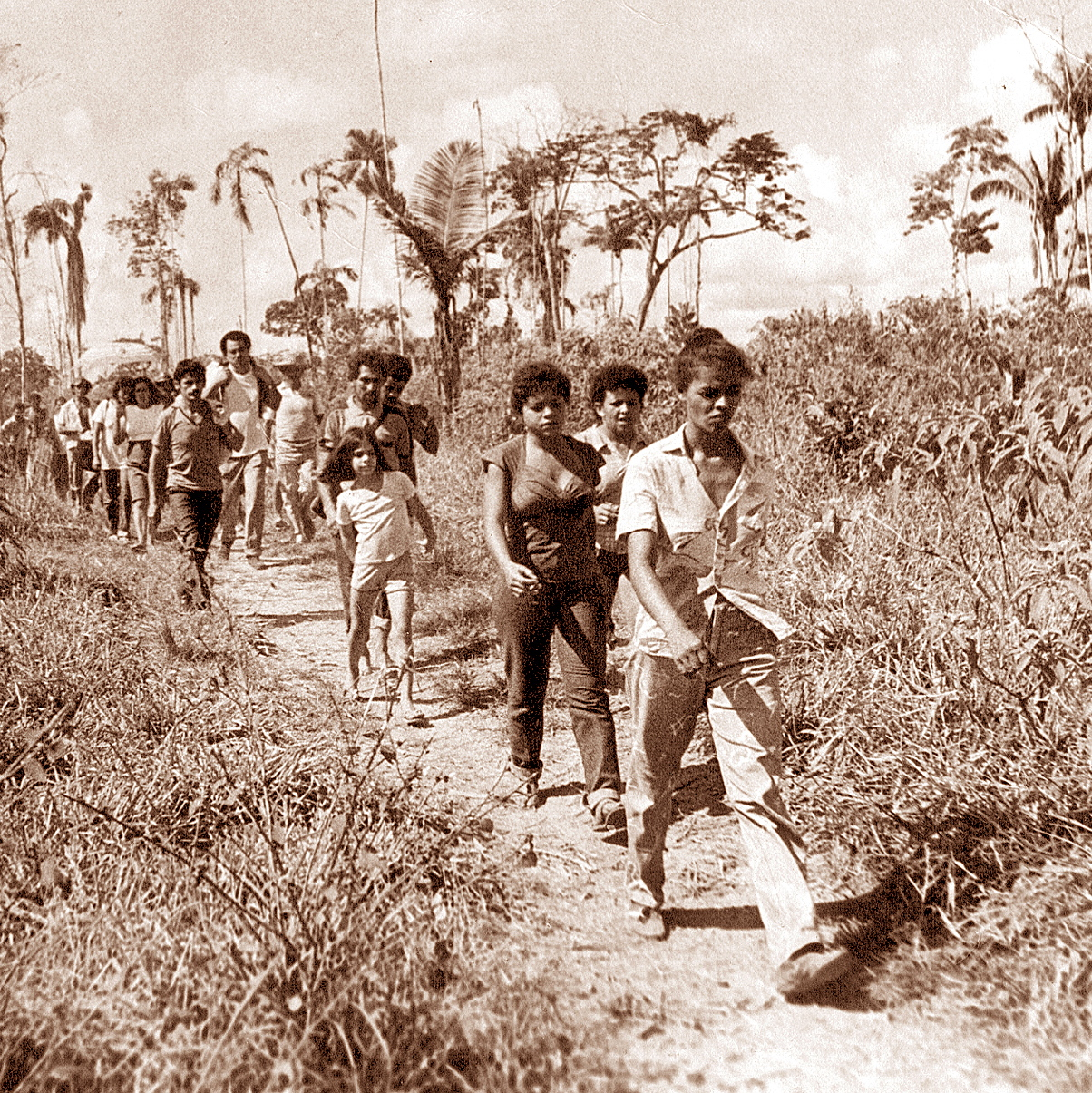
アクレ州シャプリ村を歩くシルバ

シルバはアクレ州のリオブランコの郊外70 kmに位置する小さな村の生まれ。父方母方ともにポルトガル人と黒人の血統であり零細なゴム林プランテーションの採取業者の家庭で11人きょうだいとして育った。シルバ自身は厳しい暮らしのなか肝炎と金属中毒にかかり、マラリアにも5度かかりながら生き抜いた。
16歳で孤児になると勉強と肝炎の治療を願って、アクレ州の州都リオ・ブランコに移り住む。修道院に身を寄せて生活の場を得ると、カトリック式の教育を受け、家族で唯一、読み書きができるようになる。修道院を出た後、住み込みの家政婦として働いた 。
その後、アクレ連邦大学で歴史学を専攻したシルバは26歳で卒業し、精力的に政治活動をするうちシコ・メンデスと出会うと労働組合運動の支援に加わって、1984年にはアクレ州初の労働組合「中央統一労働者党」（英語）の設立に寄与した。

アマゾンの森林破壊と先住民の移住政策に反対すべく、アマゾン森林保護の活動も進めたメンデスと共にデモを主導したこともある。

## 上院議員時代
1994年に州の上院議員に当選、ブラジル女性として史上最年少であった。またアマゾン地域の環境保護と持続可能な開発を支援する団体「持続可能性ネットワーク党（REDE）」（英語）を設立して広報担当を務めたのち、国政入りを機に代表を交代した。
シルバが実行した政策によって、2004年から2007年にかけてアマゾンの森林破壊が59%減った。その一環で持続可能な開発と保護区域の策定を促進し、森林に大きな付加価値が生まれた。このことは国際会議や文書でも引用された。
『政策と努力が一つになれば、どんな状況でも変えることができる』とロンドンのブラジル大使への宣言で述べている。

## 環境相時代
労働者党 (ブラジル)議員であったシルバはルーラ大統領時代に環境相に就任。2008年まで職務に就きアマゾンの熱帯雨林保護の法整備や温室効果ガス排出防止を目的とするアマゾン基金の創設などに尽力した。
しかし、その間、環境に重大なインパクトを与えかねない農業計画への許認可を遅らせたとして、主に農業ビジネス企業から度々批判を受けた。
それでも2005年にサン・フランシスコ川開発プロジェクトと森林地帯に国道163号線を建設することへの議論が沸き起こった際に、「たとえ政府の圧力にさらされても、決して困難に立ち向かうことを諦めたりしない」と宣言。
2005年には 在職期間中の政策をめぐって、グリーンピースの指導者パウロ・アダリオと衝突。
シルバが就任してから連邦警察、ブラジル軍、連邦高速道路警察と連携して環境省はアマゾンの違法伐採に対して32の取り締まりを実行したが、パウロは、アマゾン地域を監視していたグリーンピースによると、取り締まりは2004年の10月に一度実行されただけだと主張し、そもそもこの取り締まりの実効性を問題視した。

## 辞任
かねてから水力発電所の建設や遺伝子組み換え作物を推進する政策に反対していたシルバはしだいに閣僚からの反発を受けて孤立していった。
2008年5月中旬に環境相を辞任した。

## 労働者党から緑の党へ

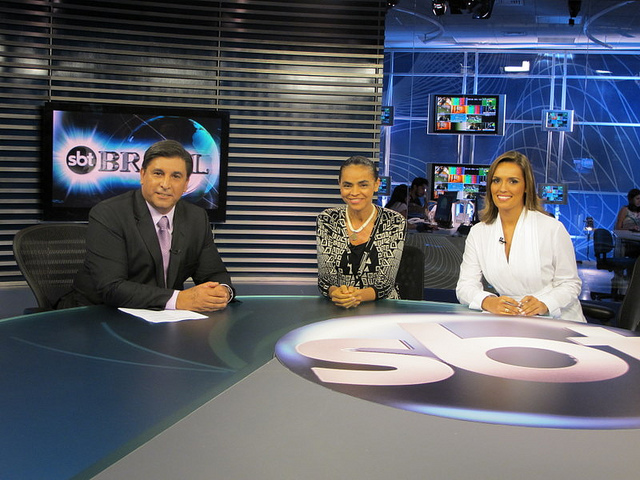
SBTテレビに出演

2009年8月19日、労働者党が承認・署名した環境政策に反対して労働者党から緑の党に移ると宣言。2010年5月に緑の党の支援のもと2010年ブラジル大統領選挙（英語）に緑の党（PV）党首として出馬を表明、第1回開票で得票率第3位に19%の票を得た。

## 2012年ロンドン五輪
2012年のロンドン五輪の開会式にて8人しか選ばれない五輪旗の走者にブラジル政府の代表として選ばれる。
労働者党のスポーツ相Aldo Rebeloは、「マリナ氏はヨーロッパの権力者と密接な関係にあり、誰を開会式に招待するのかは英国王室が決定したものであり労働者党は関与していない」と述べている。
これに対し、国際オリンピック委員会はマリナの森林保護活動を評価したに過ぎず、選任に関して何ら政治的意図はないとしている。

## 2014年大統領選挙
2014年4月に同年秋の大統領選挙（英語）に立候補を表明したエドゥアルド・カンポスから、マリナ・シルバは副大統領候補の指名を受ける。ところが8月に飛行機事故でカンポスが急逝、シルバはブラジル社会党（PSB）に推されて大統領候補となった。「ブラジル初の貧困層出身の黒人女性大統領になりたい」と述べ、選挙活動中にシルバは「市民の意向に基づく政策の実行」「知識社会を目指した教育」「持続可能な社会に適合する経済」「社会保障・福利厚生支援策」「文化と多様性の強化」を公約に上げた。
他の2大政党と比較して20分の1の時間しかTV出演できなかったにもかかわらず、知識層と若年層から強い支持を得て、2014年10月、第1回開票で19.33%（第3順位）の票を獲得した。選挙前の投票予定調査では21%とされており、第3位にとどまって決選投票に進めなかった。
第2回開票ではシルバはかつて所属した PT 候補ジルマ・ルセフ（英語）ではなく PSDB 候補アエシオ・ネベス（ポルトガル語）を応援した。大統領選には2018年選挙（英語）にも出馬、この時は持続可能性ネットワーク党の後援を受け得票順位8位（得票率1%）であった。投票では得票率21%で３位となり、ジルマ・ルセフ大統領の再選を許したが、現在もフェイスブック世代の都会の若者や低所得層、自然保護派の間で熱狂的な支持を得ている。

## 2015年 日本訪問
シルバは、MOTTAINAIキャンペーン10周年を迎えた2015年に毎日新聞社の同キャンペーン事務局の招きで初来日し、10月10日から17日までの間、上智大学で講演やシンポジウムに出席したほか、東日本大震災の被災地の宮城県名取市・熊本県水俣市・北九州市・広島市など各地を訪問し、市民との交流を深めた。また、東京都の竹橋のバレスサイドビルにある「MOTTAINA STATION&SHOP」も訪問、4R（リデュース、リユース、リサイクル、リスペクト）をコンセプトにした商品を見学した。「MOTTAINAI」という日本語について「新たな発展モデルを創る心の支えとなる言葉だ」と強く賛同、ノーベル平和賞を受賞し、同キャンペーンを提唱したケニアの故ワンガリ・マータイ氏の後継者としてキャンペーンを世界に広げていくことを約束した。

## 環境大臣に再任
Return as Minister of the Environment

## 政治的立場
Political views

## 受賞、顕彰
- 1996年 ゴールドマン環境賞を受賞（中南米代表）。環境保護に功績のあった草の根の活動家としてアマゾンの環境保護活動を評価された[12]。

- 2007年　国際連合環境計画からChampions of the Earthに認定[13]。
- 2009年　ソフィー賞を受賞[14]。「アマゾン熱帯雨林の保護活動で比類のない勇気と功績を示した」国際的な環境保護活動に貢献した人物として[注釈 3]。

- 2010年 『フォーリン・ポリシー』誌　グローバルな思想家100名に選出[15][注釈 4]

- 2014年 イギリスの経済専門紙『フィナンシャル・タイムズ』 「今年の女性」（Women of the Year ）に選出、緑を推し進めた女性として[16]。

シルバは2012年7月のロンドンオリンピックの開会式で、国連の潘基文(パン・ギムン)事務総長らとともに五輪旗の旗手も務めた 。
シンクタンク「 インターアメリカン・ダイアログ」在籍（本拠地アメリカ、ワシントンDC）。

## 主な著作
- マリナ・シルバ 述「"全能"のおごりを捨てるとき」『世界が日本のことを考えている : 3.11後の文明を問う—17賢人のメッセージ』共同通信社取材班 編、太郎次郎社エディタス、2012年。
- マリナ・シルバ「自然への介入が先住民を危機に陥れる : 「次」への備えは医療・教育分野への支出だ」（疫病と人間）アジア調査会 編 『アジア時報』第51巻第10号（通号 560）2020年10月、41-46頁。